# الشجاع (كوكبة)
كوكبة الشجاع (باللاتينية: Hydra)؛ و(بالإنجليزية: The Sea Serpent)‏.
ويعتبر برج الشجاع أكبر الكوكبات، ويظهر في سماء النصفين الشمالي والجنوبي للكرة الأرضية[ ؟ ]، ويقع بين خطي عرض 10 درجة شمالاً و30 درجة جنوباً.يعتبر شهر أبريل من أفضل الأوقات لرؤيته.
من المجرات المتواجدة ضمن نطاق برج الشجاع: M 83, NGC 3109, NGC 3585, NGC 3621, NGC 3923, NGC 5236.
ومن السدم: NGC 3242.آبل 33 (سديم)
ومن التجمعات النجمية: M 48, M 68, NGC 2548, NGC 4590.
وأهم النجوم التي يمكن رؤيتها في برج الشجاع: ألفا الشجاع ( نجم الفرد)، وسيغما الشجاع ( نجم منخر الشجاع)